# Lacrabe
Lacrabe település Franciaországban, Landes megyében. Lakosainak száma 286 fő (2022. január 1.). Lacrabe Hagetmau, Argelos, Labastide-Chalosse, Monségur, Morganx és Poudenx községekkel határos.

## Népesség
A település népességének változása:
| Lakosok száma | 186  | 204  | 170  | 234  | 250  | 259  | 267  | 281  | 283  | 286  |
|               | 1968 | 1982 | 1990 | 2006 | 2013 | 2015 | 2017 | 2019 | 2020 | 2022 |